# Rasa de Bullons
La Rasa de Bullons és un torrent afluent per l'esquerra del Riu Negre, al Solsonès.

## Descripció
Neix a l'extrem meridional del Pi de Sant Just, a poc menys de 340 m. al nord-est de Través i pren la direcció global cap a les 7 del rellotge tot recorrent el peu de la Costa de Bullons i escolant-se entre les masies de Bullons i Gargallosa

## Territoris que travessa
La totalitat del seu curs transcorre pel terme municipal de Clariana de Cardener.

## Perfil del seu curs
| Recorregut (en m.) | Altitud (en m.) | Pendent |
| ------------------ | --------------- | ------- |
| 0                  | 721             | -       |
| 250                | 698             | 9,2%    |
| 500                | 682             | 6,4%    |
| 750                | 662             | 8,0%    |
| 1.000              | 651             | 4,4%    |
| 1.250              | 629             | 8,8%    |
| 1.500              | 611             | 7,2%    |
| 1.750              | 597             | 5,6%    |
| 2.000              | 583             | 5,6%    |
| 2.214              | 575             | 3,7%    |

## Xarxa hidrogràfica
La xarxa hidrogràfica de la rasa de Bullons està integrada per un total de 7 cursos fluvials dels quals 6 són subsidiaris de 1r nivell. La totalitat de la xarxa suma una longitud de 5.185 m.
| Codi del corrent fluvial | Coordenades del seu origen                                    | longitud (en metres) |
| ------------------------ | ------------------------------------------------------------- | -------------------- |
| Rasa de Bullons          | 41° 58′ 5.112″ N, 1° 33′ 43.20″ E / 41.96808667°N,1.5620000°E | 2.214                |
| E1                       | 41° 57′ 41.75″ N, 1° 33′ 55.23″ E / 41.9615972°N,1.5653417°E  | 733                  |
| E2                       | 41° 57′ 30.42″ N, 1° 33′ 28.18″ E / 41.9584500°N,1.5578278°E  | 758                  |
| D1                       | 41° 57′ 40.64″ N, 1° 33′ 3.815″ E / 41.9612889°N,1.55105972°E | 614                  |
| E3                       | 41° 57′ 23.61″ N, 1° 33′ 21.40″ E / 41.9565583°N,1.5559444°E  | 503                  |
| E4                       | 41° 57′ 25.16″ N, 1° 33′ 8.013″ E / 41.9569889°N,1.55222583°E | 131                  |
| D2                       | 41° 57′ 25.66″ N, 1° 32′ 46.06″ E / 41.9571278°N,1.5461278°E  | 232                  |

### Vessants
|                  | nombre de subsidiaris | Longitud total (en m.) |
| ---------------- | --------------------- | ---------------------- |
| Vessant dret     | 2                     | 846                    |
| Vessant esquerre | 4                     | 2.125                  |

### Distribució per termes municipals
| Municipi             | Longitud que hi transcorre |
| -------------------- | -------------------------- |
| Clariana de Cardener | 5.111 m.                   |
| Riner                | 74 m.                      |